# Massimiliano Canzi
Massimiliano Canzi (Milano, 4 luglio 1966) è un allenatore di calcio italiano, tecnico della squadra femminile della Juventus.

## Carriera
Diplomato all'ISEF di Milano, inizia ad allenare nel 1985 con squadre di settore giovanile dilettantistiche del milanese. Successivamente passa alle prime squadre dilettanti, guidando tra il 1995 e il 2006 Crespi Morbio, Assago, Accademia Sandonatese e Paullese; nel mezzo, una parentesi nel 2000-2001 nel calcio femminile, come tecnico della G.E.A.S. di Sesto San Giovanni, militante nel campionato di Serie A.
Tornato al maschile, entra quindi nello staff tecnico di Mario Beretta. Collabora con il tecnico lombardo nelle esperienze con Siena, Lecce, Torino, PAOK, Brescia, Cesena, di nuovo Siena e Latina.
Nel 2015 diventa l'allenatore della squadra Primavera del Cagliari, dove resta fino al marzo del 2020, quando diventa vice di Walter Zenga sulla panchina della prima squadra.
Il 5 agosto viene scelto come nuovo tecnico dell'Olbia; con la squadra sarda ottiene il record societario di punti in stagione.
Lasciati i galluresi, il 30 maggio 2022 firma con la Turris, venendo tuttavia esonerato il 28 agosto, prima dell'inizio del campionato. Il 5 ottobre seguente sostituisce Pasquale Catalano sulla panchina del Pontedera, che risolleva dalla zona retrocessione. Dopo aver conquistato i play-off e il record di punti della storia dei granata, ed essersi messo in mostra come uno dei migliori tecnici della categoria, nella stagione successiva centra di nuovo l'obiettivo play-off.
Il 10 maggio lascia il Pontedera e, il 22 dello stesso mese, torna dopo quasi un quarto di secolo al calcio femminile, diventando il tecnico della Juventus. Con la squadra bianconera conquista un double nazionale alla stagione d'esordio.

## Statistiche

### Statistiche da allenatore

#### Calcio maschile
Statistiche aggiornate al 30 giugno 2024.
| Stagione         | Squadra          | Campionato       | Campionato | Campionato | Campionato | Campionato | Coppe nazionali | Coppe nazionali | Coppe nazionali | Coppe nazionali | Coppe nazionali | Coppe continentali | Coppe continentali | Coppe continentali | Coppe continentali | Coppe continentali | Altre coppe | Altre coppe | Altre coppe | Altre coppe | Altre coppe | Totale | Totale | Totale | Totale | % Vittorie | Piazzamento |
| Stagione         | Squadra          | Comp             | G          | V          | N          | P          | Comp            | G               | V               | N               | P               | Comp               | G                  | V                  | N                  | P                  | Comp        | G           | V           | N           | P           | G      | V      | N      | P      | %          | Piazzamento |
| ---------------- | ---------------- | ---------------- | ---------- | ---------- | ---------- | ---------- | --------------- | --------------- | --------------- | --------------- | --------------- | ------------------ | ------------------ | ------------------ | ------------------ | ------------------ | ----------- | ----------- | ----------- | ----------- | ----------- | ------ | ------ | ------ | ------ | ---------- | ----------- |
| 2020-2021        | Olbia            | C                | 38         | 10         | 17         | 11         | -               | -               | -               | -               | -               | -                  | -                  | -                  | -                  | -                  | -           | -           | -           | -           | -           | 38     | 10     | 17     | 11     | 26,32      | 13º         |
| 2021-2022        | Olbia            | C                | 38+2       | 11+1       | 13+1       | 14         | CI-C            | 1               | 0               | 0               | 1               | -                  | -                  | -                  | -                  | -                  | -           | -           | -           | -           | -           | 41     | 12     | 14     | 15     | 29,27      | 9º          |
| Totale Olbia     | Totale Olbia     | Totale Olbia     | 76+2       | 21+1       | 30+1       | 25         |                 | 1               | 0               | 0               | 1               |                    | -                  | -                  | -                  | -                  |             | -           | -           | -           | -           | 79     | 22     | 31     | 26     | 27,85      |             |
| ott. 2022-2023   | Pontedera        | C                | 32+2       | 16+1       | 8+1        | 8          | CI-C            | 3               | 2               | 0               | 1               | -                  | -                  | -                  | -                  | -                  | -           | -           | -           | -           | -           | 37     | 19     | 9      | 9      | 51,35      | Sub., 6º    |
| 2023-2024        | Pontedera        | C                | 38+1       | 14         | 10+1       | 14         | CI-C            | 4               | 3               | 0               | 1               | -                  | -                  | -                  | -                  | -                  | -           | -           | -           | -           | -           | 43     | 17     | 11     | 15     | 39,53      | 9º          |
| Totale Pontedera | Totale Pontedera | Totale Pontedera | 70+3       | 30+1       | 18+2       | 22         |                 | 7               | 5               | 0               | 2               |                    | -                  | -                  | -                  | -                  |             | -           | -           | -           | -           | 80     | 36     | 20     | 24     | 45,00      |             |
| Totale carriera  | Totale carriera  | Totale carriera  | 146+5      | 51+2       | 48+3       | 47         |                 | 8               | 5               | 0               | 3               |                    | -                  | -                  | -                  | -                  |             | -           | -           | -           | -           | 159    | 58     | 51     | 50     | 36,48      |             |

#### Calcio femminile
Statistiche aggiornate al 17 maggio 2025. In grassetto le competizioni vinte.
| Stagione        | Squadra         | Campionato      | Campionato | Campionato | Campionato | Campionato | Coppe nazionali | Coppe nazionali | Coppe nazionali | Coppe nazionali | Coppe nazionali | Coppe continentali | Coppe continentali | Coppe continentali | Coppe continentali | Coppe continentali | Altre coppe | Altre coppe | Altre coppe | Altre coppe | Altre coppe | Totale | Totale | Totale | Totale | % Vittorie | Piazzamento |
| Stagione        | Squadra         | Comp            | G          | V          | N          | P          | Comp            | G               | V               | N               | P               | Comp               | G                  | V                  | N                  | P                  | Comp        | G           | V           | N           | P           | G      | V      | N      | P      | %          | Piazzamento |
| --------------- | --------------- | --------------- | ---------- | ---------- | ---------- | ---------- | --------------- | --------------- | --------------- | --------------- | --------------- | ------------------ | ------------------ | ------------------ | ------------------ | ------------------ | ----------- | ----------- | ----------- | ----------- | ----------- | ------ | ------ | ------ | ------ | ---------- | ----------- |
| 2024-2025       | Juventus        | A               | 26         | 17         | 4          | 5          | CI              | 6               | 5               | 0               | 1               | UWCL               | 8                  | 4                  | 0                  | 4                  | -           | -           | -           | -           | -           | 40     | 26     | 4      | 10     | 65,00      | 1º          |
| 2025-2026       | Juventus        | A               | 0          | 0          | 0          | 0          | CI+SAWC         | 0+0             | 0+0             | 0+0             | 0+0             | UWCL               | 0                  | 0                  | 0                  | 0                  | SI          | 0           | 0           | 0           | 0           | 0      | 0      | 0      | 0      | —          | in corso    |
| Totale carriera | Totale carriera | Totale carriera | 26         | 17         | 4          | 5          |                 | 6               | 5               | 0               | 1               |                    | 8                  | 4                  | 0                  | 4                  |             | -           | -           | -           | -           | 40     | 26     | 4      | 10     | 65,00      |             |

## Palmarès

### Club
- Campionato italiano: 1

Juventus: 2024-2025
- Coppa Italia: 1

Juventus: 2024-2025

### Individuale
- Premio Bulgarelli Number 8: 1

Miglior allenatore della Serie A femminile: 2025